# Mayo-Belwa
Mayo-Belwa es una localidad del estado de Adamawa, en Nigeria, con una población estimada en marzo de 2016 de 204 200 habitantes.
Se encuentra ubicada al este del país, junto a la frontera con Camerún.